# Ральф фон Гейгендорфф
Ральф фон Гейгендорфф (нім. Ralph von Heygendorff; 15 серпня 1897, Дрезден — 10 грудня 1953, Вермельскірхен) — німецький воєначальник, генерал-лейтенант вермахту. Кавалер Німецького хреста в золоті.

## Біографія
22 серпня 1914 року вступив в Імперську армію. Учасник Першої світової війни. Після демобілізації армії залишений в рейхсвері. З 1 листопада 1936 року — ад'ютант штабу 8-го армійського корпусу. З 1 листопада 1939 року — помічний військового аташе в Москві Ернста-Августа Кестрінга. З літа 1941 року — знову ад'ютант  штабу 8-го армійського корпусу. З 16 липня 1942 року — командир 181-го піхотного полку 52-ї піхотної дивізії. З жовтня 1942 року — командир Східних легіонів, з лютого 1944 року — командир добровольчих частин при ОКВ. В лютому-березні 1944 року відповідав за створення Регулярної добровольчої дивізії. З 21 травня 1944 року — командир 162-ї тюркської добровольчої дивізії. 4 травня 1945 року взятий в полон. 5 грудня 1947 року звільнений.

## Сім'я
18 серпня 1924 року одружився з Едіт фон Файліч. В пари народились 2 сини і дочка.

## Звання
- Фанен-юнкер (22 серпня 1914)
- Фенріх портупеї (12 січня 1915)
- Фенріх шаблі (2 травня 1915)
- Лейтенант (16 квітня 1915)
- Оберлейтенант (1 квітня 1925)
- Гауптман (1 квітня 1931)
- Майор (1 березня 1936)
- Оберстлейтенант (1 квітня 1939)
- Оберст (1 грудня 1940)
- Генерал-майор (1 червня 1943)
- Генерал-лейтенант (30 січня 1945)

## Нагороди
Отримав численні нагороди, серед яких:
- Залізний хрест 2-го і 1-го класу
- Почесний хрест ветерана війни з мечами
- Медаль «За вислугу років у Вермахті» 4-го, 3-го, 2-го і 1-го класу (25 років)
- Медаль «У пам'ять 1 жовтня 1938» із застібкою «Празький град»
- Застібка до Залізного хреста 2-го і 1-го класу
- Штурмовий піхотний знак в сріблі
- Відзнака для східних народів 1-го класу в сріблі з мечами
- Німецький хрест в золоті (30 квітня 1945)